# Notparlament
Ein Notparlament ist ein Verfassungsorgan, das im Falle des Notstandes, wenn das Parlament nicht funktionsfähig ist, dessen Rechte wahrnimmt, sofern das die jeweilige Verfassung vorsieht.
Als Notparlament ist allgemein ein reduziertes Gremium der ursprünglichen Parlamente gemeint, das in Notsituationen (Notstand, Ausnahmezustand), in denen die parlamentarischen Organe nicht rechtzeitig und/oder nicht vollständig zusammentreten können, deren Rechte teilweise übernimmt. Das Notparlament erhält im Vorhinein zeitlich und inhaltlich beschränkte legislative Rechte zur Aufrechterhaltung der demokratischen Gewaltenteilung sowie der staatlichen Sicherheit und Ordnung. Mit Wegfall der Ursachen der Bildung des Notparlaments gibt es seine Rechte an die vertretenen parlamentarischen Organe zurück.
Der Begriff des Notparlaments ist rechtlich nicht eineindeutig definiert. Er beschreibt einen Zustand der provisorischen Fortführung der Legislative in Notsituationen.

## Geschichte
Ein Notparlament war im Deutschen Reich nicht vorgesehen. In Notsituationen wurde die Arbeit der Parlamente vor allem mit der Begründung eingeschränkt, dass die Lage dringende Entscheidungen erfordere, die im regulären Beschluss- und Gesetzgebungsverfahren zu spät oder gar nicht zu treffen wären. So sah der Artikel 48 der Weimarer Reichsverfassung u. a. vor, dass der Reichspräsident für besondere Fälle die Diktaturgewalt hat (sogenannter Ermächtigungsparagraph). Von 1914 bis 1933 wurden außerdem zahlreiche Ermächtigungsgesetze erlassen. Dabei ging legislative Macht teilweise oder ganz an die administrativ Herrschenden. Mit dem Ermächtigungsgesetz vom 24. März 1933 nahm die völlige Entmachtung des Reichstages und die Errichtung der nationalsozialistischen Diktatur ihren verhängnisvollen Anfang.
Auch die Verfassung der DDR (1949–1990) kannte keine legislative Vertretung ihres Parlaments (Volkskammer) in Notsituationen. In § 52 bestimmte sie im Dringlichkeitsfalle den Staatsrat, an ihrer Stelle den Verteidigungszustand zu beschließen. Das Verteidigungsgesetz der DDR ermöglichte dem Staatsrat, für die Dauer des Verteidigungszustandes die Rechte der Bürger und die Rechtspflege in Übereinstimmung mit den Erfordernissen der Verteidigung der Republik auch abweichend von der Verfassung regeln zu können.

## Bundesrepublik Deutschland

### Notparlamente gemäß Verfassung

#### Bund
Erstmals in der deutschen Geschichte sieht das Grundgesetz für die Bundesrepublik Deutschland 1968 im Verteidigungsfall vor, dass verfügbare Vertreter von Bundestag und Bundesrat den Gemeinsamen Ausschuß im Sinne eines Notparlaments bilden (Siebzehntes Gesetz zur Änderung des Grundgesetzes vom 24. Juni 1968). Grundlage sind die Art. 53a und 115e Grundgesetz. Darin sind nicht nur seine Rechte, sondern auch Grenzen seiner Befugnisse geregelt, insbesondere darf der Gemeinsame Ausschuss das Grundgesetz nicht ändern. Dieser Gemeinsame Ausschuss musste seit 1949 noch nie als Notparlament zusammentreten (Stand 2022).

#### Sachsen
Die Verfassung des Freistaates Sachsen vom 27. Mai 1992 in der Fassung vom 1. Januar 2014 ermöglicht in Krisenzeiten einen aus allen Fraktionen des Landtags gebildeten Ausschuss, der als Notparlament die Rechte des Landtags übernehmen kann (Artikel 113 Absatz 1). Dies geschieht bei drohender Gefahr für den Bestand oder für die freiheitliche demokratische Grundordnung des Landes oder für die lebensnotwendige Versorgung der Bevölkerung sowie wenn bei einem Notstand infolge einer Naturkatastrophe oder eines besonders schweren Unglücksfalles der Landtag verhindert ist, sich alsbald zu versammeln. Die Verfassung darf durch ein von diesem Ausschuss beschlossenes Gesetz nicht verändert und dem Ministerpräsidenten das Vertrauen nicht entzogen werden.

### Diskussion in Folge der Corona-Pandemie 2020
Mit Auftreten der Corona-Pandemie wurde auch Deutschland 2020 von Einschränkungen sozialer Kontakte betroffen. Treffen von mehr als zwei nicht im gemeinsamen Haushalt lebenden Personen wurden ab 23. März 2020 untersagt. In vielen Orten stellte sich die Frage der Aufrechterhaltung der parlamentarischen Arbeit, wenn Abgeordnete oder Gemeindevertreter wegen dieser Einschränkungen bzw. Betroffenheit oder vorsorglicher Quarantäne ihre Anwesenheit in den Parlamenten nicht mehr absichern können. Erstmals droht diese Gefahr nicht mehr nur im Verteidigungsfall oder Krieg. Auch die inzwischen weltweite Pandemie droht darüber hinaus das parlamentarische Handeln einzuschränken. Einzelne Abgeordnete und Parteien fordern die Diskussion über die Einrichtung des Notparlaments und die vorherige Erweiterung des Grundgesetzes über den Verteidigungsfall hinaus.
Um die Funktionsfähigkeit des Berliner Landesparlaments zu sichern, befürworteten Mitte März 2020 Abgeordnete von SPD, CDU und Linke eine Landesverfassungsänderung zu Gunsten einer Notparlamentslösung. Danach sollten die Stimmrechte der 160 Abgeordneten des Abgeordnetenhauses auf 27 Mitglieder eines Notparlaments delegiert werden.

### Vereinbarung von regionalen Notparlamenten
Am 17. März 2020 einigten sich die sechs Fraktionen des Bayerischen Landtags darauf, wegen der Corona-Pandemie in der Folgezeit mit nur einem Fünftel der Abgeordneten zu tagen. Des Weiteren wird auf das Anzweifeln von Mehrheiten verzichtet (Pairing-Vereinbarung). Skeptiker befürchteten, dass einzelne Fraktionen die Einigung aufkündigen könnten oder dass die Beschlussfähigkeit des Notparlamentes angezweifelt werden könnte. Am 19. März 2020 hielt der Ministerpräsident Markus Söder die erste Regierungserklärung vor dem Notparlament.
Am 19. März 2020 kamen nur 14 von 27 Mitgliedern der Gemeindevertretung von Mainhausen (Hessen) zusammen, weil wichtige Themen dringend zu beschließen waren. Darauf hatten sich die Fraktionen zuvor geeinigt, sodass dieses Notparlament beschlussfähig war.
Im Dezember 2020 lehnte die AfD-Fraktion im Landtag Brandenburg trotz des harten Lockdowns wegen der Corona-Pandemie eine Halbierung der Zahl von 88 Abgeordneten im Plenum ab.